# Seznam britských velvyslanců v Československu a Česku
Toto je seznam britských velvyslanců v Československu a Česku. V seznamu jsou uvedeni velvyslanci Spojeného království Velké Británie a Severního Irska, kteří působili v hlavním městě Praze od doby první republiky, tedy vzniku samostatného Československa.

## Seznam
| Vstup do úřadu | Jméno                     | Vyznamenání                                                 | Britský premiér     | Československý/český prezident | Konec úřadování |
| -------------- | ------------------------- | ----------------------------------------------------------- | ------------------- | ------------------------------ | --------------- |
| 1919           | Sir George Clerk          |                                                             | David Lloyd George  | Tomáš Garrigue Masaryk         | 1926            |
| 1927           | Sir James Macleay         |                                                             | Ramsay MacDonald    | Tomáš Garrigue Masaryk         | 1930            |
| 1930           | Sir Joseph Addison        | Komtur Řádu sv. Michala a sv. Jiří                          | Ramsay MacDonald    | Tomáš Garrigue Masaryk         | 1936            |
| 1936           | Sir Charles Bentinck      |                                                             | Stanley Baldwin     | Edvard Beneš                   | 1937            |
| 1937           | Sir Basil Newton          | Komtur Řádu sv. Michala a sv. Jiří                          | Neville Chamberlain | Edvard Beneš                   | 1939            |
| 1940           | Sir Robert Bruce Lockhart | Komtur Řádu sv. Michala a sv. Jiří                          | Winston Churchill   | Emil Hácha                     | 1941            |
| 1941           | Sir Philip Nichols        | Komtur Řádu sv. Michala a sv. Jiří a M.C.                   | Winston Churchill   | Emil Hácha                     | 1948            |
| 1948           | Sir Pierson Dixon         | GC, Řád sv. Michala a sv. Jiří a C.B.                       | Winston Churchill   | Klement Gottwald               | 1950            |
| 1950           | Sir Philip Broadmead      | Komtur Řádu sv. Michala a sv. Jiří a M.C.                   | Winston Churchill   | Klement Gottwald               | 1953            |
| 1953           | Sir Derwent Kermode       | Komtur Řádu sv. Michala a sv. Jiří                          | Winston Churchill   | Antonín Zápotocký              | 1955            |
| 1955           | Sir Clinton Pelham        | Komtur Řádu britského impéria a Řádu sv. Michala a sv. Jiří | Anthony Eden        | Antonín Zápotocký              | 1957            |
| 1957           | Sir Paul Grey             | Komtur Řádu sv. Michala a sv. Jiří                          | Harold Macmillan    | Antonín Novotný                | 1960            |
| 1960           | Sir Cecil Parrott         | Komtur Řádu sv. Michala a sv. Jiří a Řádu britského impéria | Harold Macmillan    | Antonín Novotný                | 1966            |
| 1966           | Sir William Barker        | Komtur Řádu sv. Michala a sv. Jiří a Řádu britského impéria | Harold Wilson       | Antonín Novotný                | 1968            |
| 1968           | Sir Howard Smith          | GC, Řád sv. Michala a sv. Jiří                              | Harold Wilson       | Ludvík Svoboda                 | 1971            |
| 1971           | Ronald Scrivener          | Řád sv. Michala a sv. Jiří                                  | Edward Heath        | Ludvík Svoboda                 | 1974            |
| 1974           | Edward Willan             | Řád sv. Michala a sv. Jiří                                  | Harold Wilson       | Ludvík Svoboda                 | 1977            |
| 1977           | Peter Male                | Řád sv. Michala a sv. Jiří                                  | James Callaghan     | Gustáv Husák                   | 1980            |
| 1980           | John Rich                 | Řád sv. Michala a sv. Jiří                                  | Margaret Thatcher   | Gustáv Husák                   | 1985            |
| 1985           | Sir Stephen Barrett       | Komtur Řádu sv. Michala a sv. Jiří                          | Margaret Thatcher   | Gustáv Husák                   | 1988            |
| 1988           | Laurence O’Keefe          | Řád sv. Michala a sv. Jiří a Královského řádu Viktoriina    | Margaret Thatcher   | Gustáv Husák                   | 1991            |
| 1991           | David Brighty             | Komtur Řádu sv. Michala a sv. Jiří a M.C.                   | John Major          | Václav Havel                   | 1994            |
| 1994           | Sir Michael Burton        | Královský řád Viktoriin a Řád sv. Michala a sv. Jiří        | John Major          | Václav Havel                   | 1997            |
| 1997           | David Broucher            |                                                             | Tony Blair          | Václav Havel                   | 2001            |
| 2001           | Dame Anne Pringleová      | Řád sv. Michala a sv. Jiří                                  | Tony Blair          | Václav Havel                   | 2004            |
| 2004           | Dame Linda Duffieldová    | Řád sv. Michala a sv. Jiří                                  | Tony Blair          | Václav Klaus                   | 2009            |
| 2009           | Dame Sian MacLeodová      | Řád britského impéria                                       | Gordon Brown        | Václav Klaus                   | 2013            |
| 2013           | Jan Thompsonová           | Důstojník Řádu britského impéria                            | David Cameron       | Miloš Zeman                    | 2017            |
| 2018           | Nick Archer               | Člen Královského viktoriánského řádu                        | Theresa Mayová      | Miloš Zeman                    | 2023            |
| 2023           | Matt Field                | Důstojník Řádu britského impéria                            | Rishi Sunak         | Petr Pavel                     | úřadující       |